# 이명진
이명진(1974년 4월 12일 ~ )은 대한민국의 만화가이다.
1992년 대원이 주최한 제1회 챔프슈퍼만화대상에서《어쩐지 좋은 일이 생길것 같은 저녁》으로 우수상을 받으면서 만화가로 등단했다. 1997년부터 소년챔프에 《라그나로크》를 연재하였는데, 이는 2001년 그라비티에 의해 온라인 게임 라그나로크 온라인로 만들어졌다 이명진은 이 게임의 개발에도 직접 참여했다. 2004년에는 라그나로크를 바탕으로 한 TV 만화도 만들어졌다.

## 작품
- 《어쩐지 좋은 일이 생길것 같은 저녁》
- 《제노사이더》단편 3부작
- 《라그나로크》연재 중단
- 《소울아크》카카오페이지 시즌1 완료